# Podhradí, Cheb
Podhradí là một làng thuộc huyện Cheb, vùng Karlovarský, Cộng hòa Séc.